# Florian Reiners

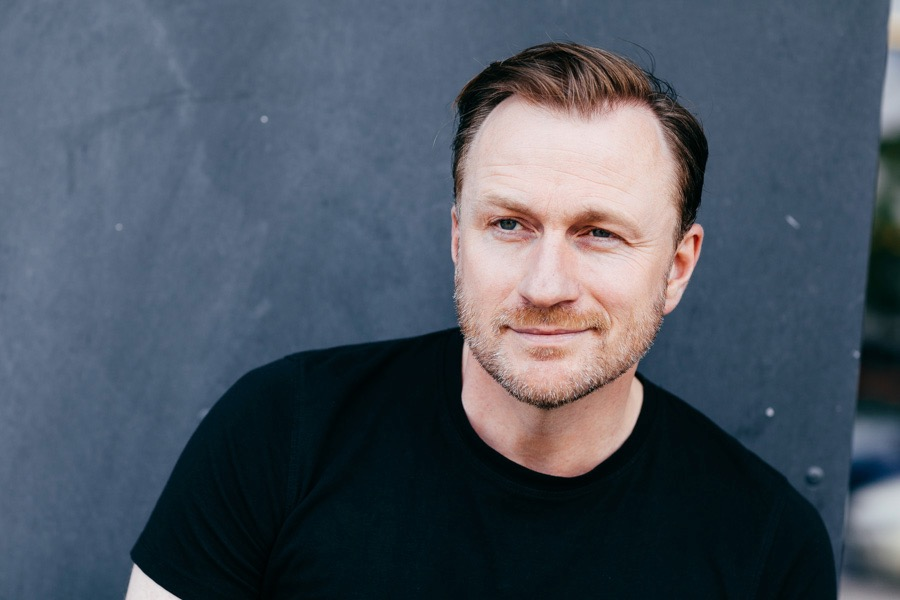
Florian Reiners

Florian Reiners (* 30. August 1972 in Einbeck) ist ein deutscher Schauspieler und Universitätsprofessor für Sprachgestaltung.

## Leben
Florian Reiners wuchs als viertes von fünf Kindern einer Landwirtsfamilie im niedersächsischen Lüthorst auf. Mit 13 Jahren stand er in der Sendung „Talentschuppen Berlin I“ zum ersten Mal vor einer Kamera. Ende der 1980er Jahre trat er regelmäßig in den Mitternachtsshows des Hamburger Schmidt-Theater auf. Nach dem Abitur absolvierte er ein Schauspielstudium am Max Reinhardt Seminar in Wien und an der Hochschule für Musik und Theater „Felix Mendelssohn Bartholdy“ in Leipzig. Seine Theaterengagements führten ihn an das Schauspielhaus Leipzig, Stadttheater Augsburg, Schlosstheater Celle und Schlossparktheater Berlin, sowie zu den Bad Hersfelder Festspielen und an die Oper Köln.
In verschiedenen Klassikern spielte er u. a. Amphitryon (Kleist), Tellheim (Lessing), Macbeth und Lysander (Shakespeare); in Komödien und Musicals interpretierte er Clifford Bradshaw in »Cabaret«, Yves Montand in »Piaf« und Dr. Otto Siedler in »Im weißen Rößl«.
Er arbeitete u. a. zusammen mit Konstanze Lauterbach, Michael Sturminger und Carlus Padrissa (La Fura dels Baus).
Mitte der 1990er Jahre spielte er in der 13-teiligen ZDF-Familienserie „Vier wie Wir“ seine erste durchgehende Fernsehrolle und ist seitdem regelmäßig in Film- und Fernsehproduktionen zu sehen. Er spielte in den Kurzfilmen „Das Küssen von Fröschen“ (Regie: Katharina Schöde), „Geier“ (Regie: Adam Zimny, Premiere bei den Internationalen Hofer Filmtagen) und in „Der Boden unter den Füßen“ Regie: Marie Kreutzer, Uraufführung bei den 69. Internationalen Filmfestspielen Berlin.
Zu seinen Arbeiten als Sprecher gehören szenische Lesungen und Textperformances, u. a. mit Per Olov Enquist und Juli Zeh, sowie die Uraufführung des Musiktheaterprojektes »Osiris - mit Toten reden« (Regie: Brian Michaels, Uraufführung auf der Münchener Biennale 2008).
Daneben unterrichtet er seit 2006 Sprecherziehung und Sprachgestaltung u. a. in Lehraufträgen der Schauspielabteilung der Folkwang Universität der Künste in Essen und am Max Reinhardt Seminar in Wien.
Im September 2016 erhielt er den Ruf zum Professor für Sprachgestaltung am Max Reinhardt Seminar der Universität für Musik und darstellende Kunst Wien.
Florian Reiners arbeitet freischaffend für Theater und Fernsehen und lebt in Wien und Hamburg.

## Fernsehen (Auswahl)
- 1996: Vier wie Wir (Fernsehserie)
- 1997: OP ruft Dr. Bruckner
- 1998–1999: Dr. Sommerfeld – Neues vom Bülowbogen
- 2000: Polizeiruf 110
- 2001: Doppelter Einsatz
- 2002: Alarm für Cobra 11 – Einsatz für Team 2
- 2003: Das verräterische Collier (Fernsehfilm)
- 2004: Die Bullenbraut (Fernsehfilm)
- 2005: Mein Leben & Ich
- 2007: Alarm für Cobra 11
- 2007: Marie Brand und die tödliche Gier
- 2007: Die Entdeckung der Currywurst
- 2008: In aller Freundschaft Folge 392: Schreckliche Gewissheit
- 2009: Danni Lowinski
- 2010: SOKO 5113
- 2010: Traumfabrik (Kurzfilm)
- 2011: Die Anrheiner
- 2012: Pastewka
- 2013: Jojo sucht das Glück (Internetserie)
- 2014: Die Rosenheim-Cops – Alte Sünden rosten nicht
- 2014: Sturm der Liebe
- 2014: Armans Geheimnis
- 2014: SOKO 5113
- 2014: Großstadtrevier
- 2015: SOKO Stuttgart
- 2015: Dengler – Am zwölften Tag (Fernsehserie)
- 2016: SOKO Köln
- 2017: Blühe in Frieden (Filmakademie Baden-Württemberg)
- 2017: Am Tag die Sterne (Hochschule Offenburg)
- 2017: Die Pfefferkörner – Ein Buch für Murphy
- 2017: Medvetna (Kino)
- 2019: Der Boden unter den Füßen (Kino)
- 2019: SOKO Hamburg – Heimathafen, Mann über Bord
- 2020: Der Liebhaber meiner Frau (Fernsehfilm)
- 2020: Unter anderen Umständen: Über den Tod hinaus
- 2020: Das Geheimnis des Totenwaldes (Fernsehfilm)

## Theater (Auswahl)
- 1998–2000: „Die Räuber“, Regie: Konstanze Lauterbach (Schauspielhaus Leipzig)
- 1998–2000: „Das Ballhaus“, Regie: Peter Kastenmüller (Schauspielhaus Leipzig)
- 2000–2002: „Minna von Barnhelm“, Regie: Ulrich Greiff (Schlosstheater Celle)
- 2000–2002: „Liebelei“, Regie: Imo Moszkowicz (Schlosstheater Celle)
- 2000–2002: „Cabaret“, Regie: Peter Lotschak (Schlosstheater Celle)
- 2002: „Geschichten aus dem Wienerwald“, Regie: Michael Sturminger (Sommerspiele Perchtoldsdorf)
- 2003–2004: „Der Feuervogel“, Regie: Holger Seits (Stadttheater Augsburg)
- 2003: „Prinz von Homburg“, Regie: Holger Berg (53. Bad Hersfelder Festspiele)
- 2004: „Sommernachtstraum“, Regie: Peter Lotschak (54. Bad Hersfelder Festspiele)
- 2005: „Amphitryon“, Regie: Peter Lotschak (55. Bad Hersfelder Festspiele)
- 2006–2007: „Amphitryon“, Regie: Hanfried Schüttler (Theater der Keller Köln)
- 2008: „Osiris“, Regie: Brian Michaels (Pinakothek München)
- 2009: „Die 39 Stufen“, Regie: Horst Johanning (Contra Kreis Bonn)
- 2011: „Was ihr wollt“, Regie: Johannes Klaus (Gandersheimer Domfestspiele)
- 2012: „Mann tut was Mann kann“, Regie: Petra Luisa Meyer (Schlossparktheater Berlin)
- 2013: „Blütenträume“, Regie: René Heinersdorff (Theater an der Kö Düsseldorf)
- 2014: „Speakers Corner“, Regie: Nina-Marie Knohl (Junge Akademie Berlin)
- 2015: „Cantus de Sirena“, Regie: Carlus Padrissa/La Fura dels Baus (Oper Köln)
- 2019: „Street Scene“/ Kurt Weill Regie: John Fulljames / Lucy Bradley [teatro real / co Production Opera Monte Carlo and Oper Köln]